# Ocotla Chico
Ocotla Chico är en ort i Mexiko.   Den ligger i kommunen Tlalpan och delstaten Distrito Federal, i den sydöstra delen av landet, 25 km söder om huvudstaden Mexico City. Ocotla Chico ligger 2 894 meter över havet och antalet invånare är 489.
Terrängen runt Ocotla Chico är bergig. Runt Ocotla Chico är det mycket tätbefolkat, med 2 431 invånare per kvadratkilometer. Närmaste större samhälle är Iztapalapa, 19,4 km nordost om Ocotla Chico. I omgivningarna runt Ocotla Chico växer huvudsakligen savannskog.